# Amphilophus xiloaensis
Espèce
Amphilophus xiloaensis est une espèce de poissons néotropicaux.